# Štrand
Štrand (v srbské cyrilici Штранд) je oblíbená pláž, která se nachází v Novém Sadu na břehu Dunaje, nedaleko mostu Svobody. Svůj název má z německého výrazu pro pláž Strand. Rozkládá se na ploše sedmi hektarů ve čtvrti Liman a z městské strany přechází v park.
V letních měsících bývá pláž velmi často navštěvována obyvateli města, počet lidí se pohybuje kolem jednotek, ale může dosáhnout až několika desítek tisíc.
Pláž byla otevřena v roce 1911 a v roce 2011 oslavila sto let své existence. Kromě toho se na pláži a v jejím okolí konají četné kulturní akce a soutěže.